# UTC+7:20
UTC+7:20 je identifikator za vremenska ostupanja od UTC+7:20. 
Koristio se kao ljetno vrijeme u Singapuru između 1933. i 1940. godine.